# Sarbinowo (Dębno)
Sarbinowo (deutsch Zorndorf) ist ein Dorf in der Gemeinde Dębno (Neudamm) im Powiat Myśliborski (Soldiner Kreis) in der polnischen Woiwodschaft Westpommern. Das Dorf hat etwa 500 Einwohner.

## Geographische Lage
Das Dorf liegt auf einer Höhe von etwa 64 Metern über dem Meeresspiegel in der Landschaft Neumark.
Die nächsten Nachbarorte sind in etwa drei Kilometer Entfernung in östlicher Richtung das Dorf Krześnica und in etwa zwei Kilometer Entfernung in nördlicher Richtung das Dorf Suchlice. Das Verwaltungszentrum der Gemeinde liegt in der Kleinstadt Dębno (Neudamm), etwa neun Kilometer nördlich. Die Oder verläuft etwa zehn Kilometer südlich des Dorfs.

## Geschichte

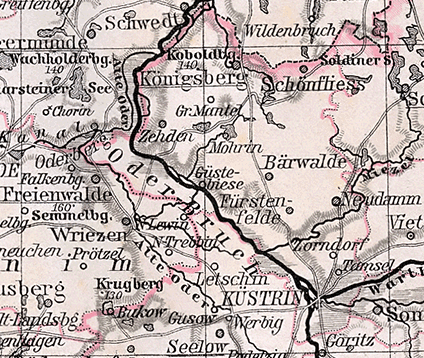
Zorndorf nordöstlich von Küstrin und südöstlich von Königsberg Nm. auf einer Landkarte von 1910

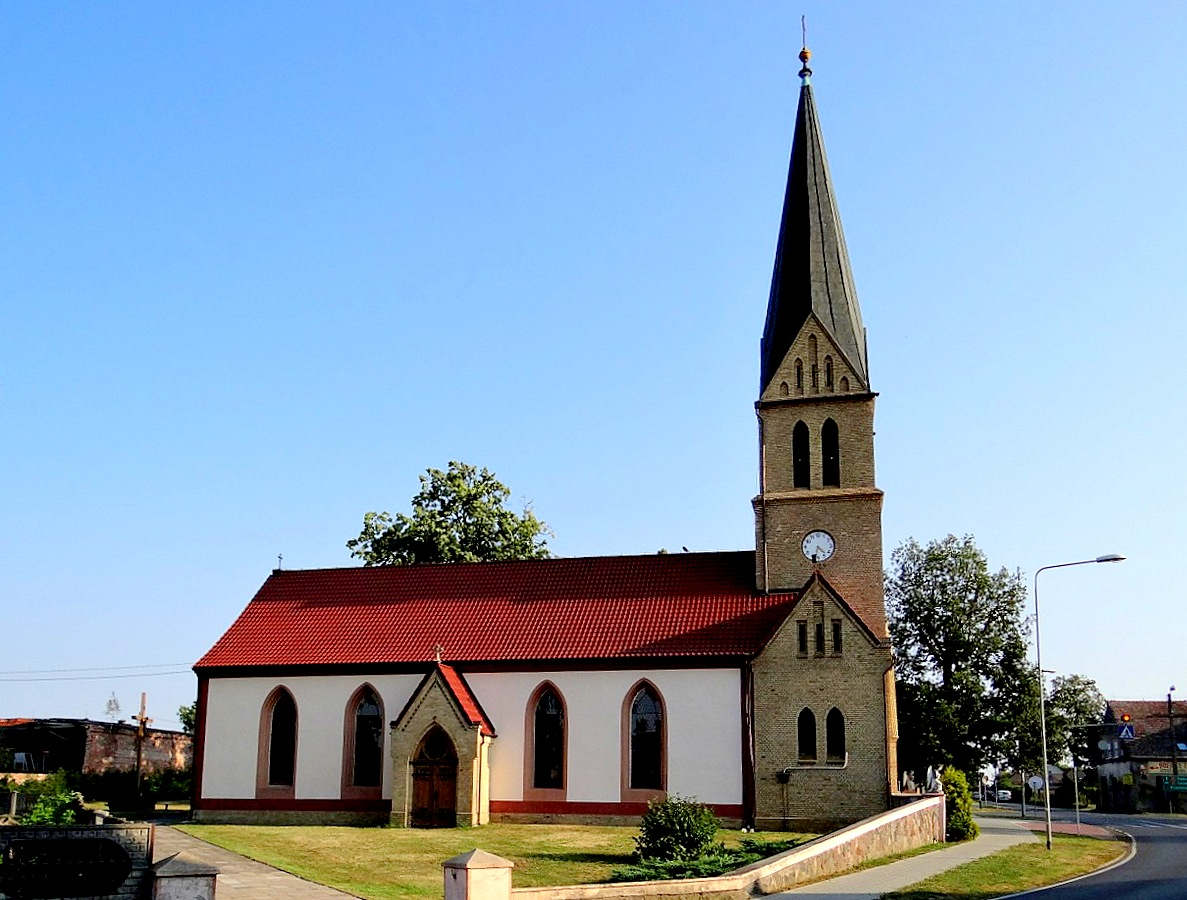
Katholische Dorfkirche Mariä Himmelfahrt in Sarbinowo (bis 1945 evangelisch)

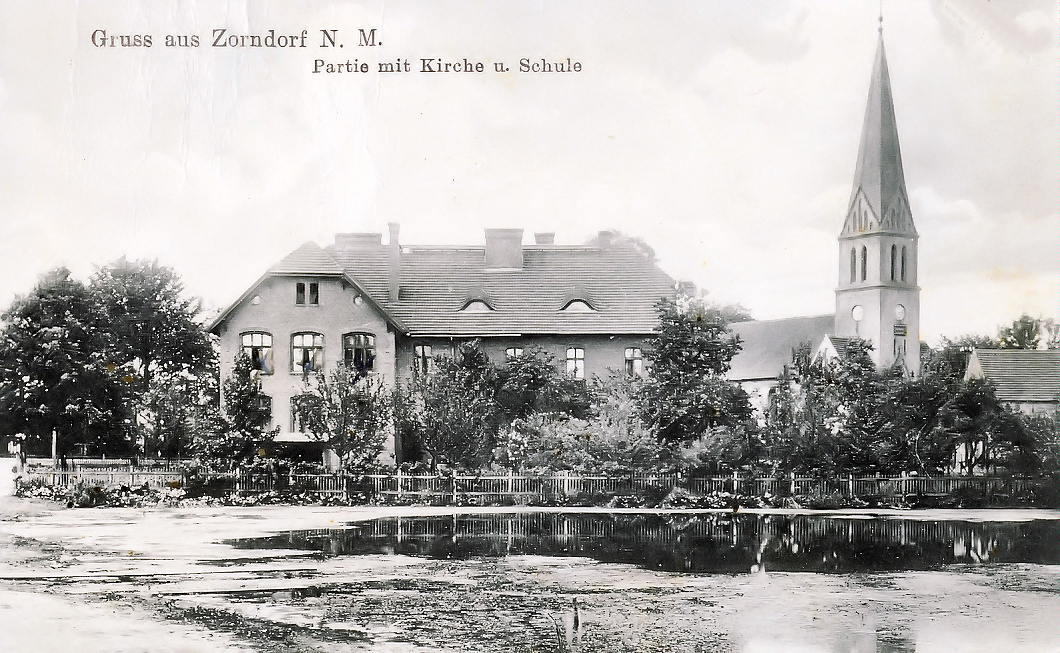
Zorndorfer Kirche mit Schule im Vordergrund vor dem Zweiten Weltkrieg

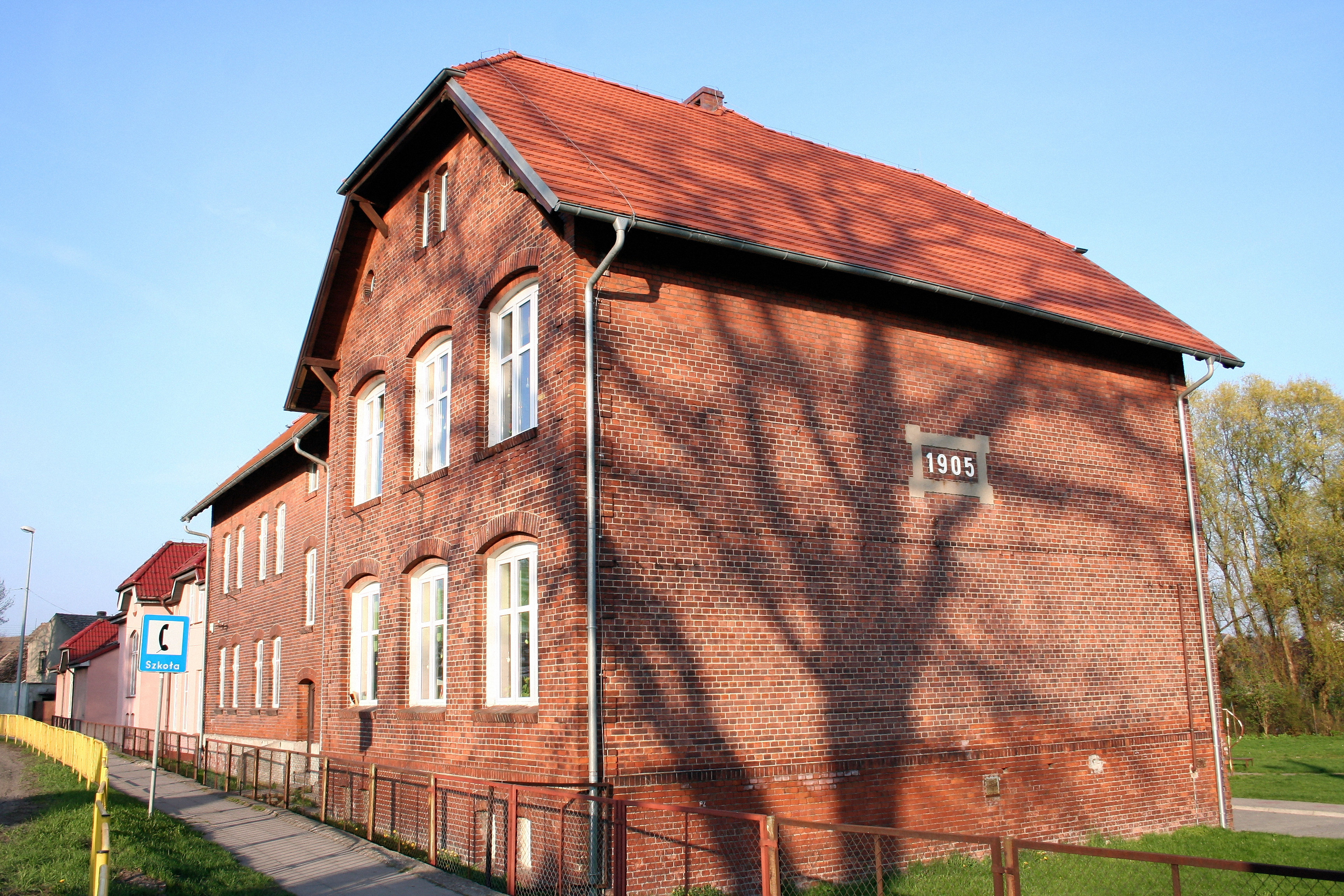
Schulhaus, erbaut 1905

Das Dorf wurde urkundlich erstmals 1262 als Zorbamstorp erwähnt. Durch Lautverschiebung und Lautveränderung entwickelte sich aus Zorbamstorp, dessen Name sehr wahrscheinlich auf das Exonym Sorbe zurückzuführen ist, 1335 der Name Tzorbensdorf. Dieser wurde je nach Schreiber verschiedenartig niedergeschrieben, so dass auch der Name Czorbendorf aus dem Jahr 1337 urkundlich festgehalten ist. In den Aufzeichnungen aus dem Jahre 1400 findet sich ein nur leicht veränderter Name Czorbindorff. Das b wurde im Lauf der Jahre zu einem n, somit wurde aus Czorbindorff Tzornendorff (1451). 1460 folgte Zornendorff und 1758 schließlich Zorndorf. Während des Siebenjährigen Krieges fand am 25. August 1758 in der Umgebung die Schlacht von Zorndorf statt.
Im Jahr 1945 gehörte Zorndorf zum Landkreis Königsberg Nm. im Regierungsbezirk Frankfurt der preußischen Provinz Brandenburg.
Im Februar 1945 eroberte die Rote Armee Zorndorf und unterstellte es im März/April 1945 der Verwaltung der Volksrepublik Polen. Diese führte für Zorndorf die polnische Ortsbezeichnung Sarbinowo ein, vertrieb die angestammte Bevölkerung und besiedelte den Ort mit Polen.
Etwa vier Kilometer südlich des Ortes, nahe der Landesstraße DK 31, befindet sich das Fort Zorndorf, eines von vier Außenforts der Festung Küstrin.

### Demographie
| Jahr | Einwohner | Anmerkungen         |
| ---- | --------- | ------------------- |
| 1816 | 0 459     | [ 2 ]               |
| 1840 | 0 732     | [ 3 ]               |
| 1852 | 1054      | [ 4 ]               |
| 1857 | 1072      | darunter vier Juden |
| 1905 | 1045      | [ 6 ]               |
| 1933 | 0 887     | [ 7 ]               |
| 1939 | 0 872     | [ 7 ]               |

### Wappen
Das Dorfsiegel führte eingedenk des Sieges Friedrichs II. in der Schlacht von Zorndorf am 25. August 1758 einen Lorbeerkranz mi zwei Schwertern.

## Kirchspiel
Die erste Kirche wurde wahrscheinlich im 13. Jahrhundert von den Templern von Quartschen erbaut. Nach der Auflösung des Ordens 1312 übernahmen die Tempelritter den Besitz. Es ist bekannt, dass die Kirche 1405 Pfarrfunktionen erfüllte. Nach 1540 wurde die Kirche durch die Übernahme der Komturei von Quartschen durch Markgraf Johann von Küstrin protestantisch. 1624 wurde dem Kirchenschiff ein Turm hinzugefügt. 1758 wurde die Kirche während der Schlacht bei Zorndorf teilweise zerstört. 1825 wurde ein Neubau der Kirche aus Granitsteinen und Ziegeln im neugotischen Stil errichtet, der einen rechteckigen Grundriss mit einem innen abgetrennten Chor aufweist. Beim Bau wurden teilweise die alten Steinmauern verwendet, die dann verputzt wurden. 1832 erfolgte der erste Umbau. Der von Karl Friedrich Schinkel entworfene Turm wurde 1892 nach dem vorangegangenen Brand (1890 durch Blitzschlag abgebrannt) wieder aufgebaut.
Die Ausstattung der Kirche stammt vollständig aus den Jahren 1832 und 1840. Sie besteht aus einem neobarocken hölzernen Hauptaltar, in dessen Mittelfeld sich ein Gemälde befindet, das die Himmelfahrt Mariens darstellt, einer von Säulen getragenen Empore, einem neugotischen Taufbecken aus Holz und einem Kandelaber in griechisch-römischen Formen. An der Langhausdecke des Langhauses befinden sich Gemälde aus den 1970er Jahren mit Szenen aus dem Neuen Testament.
Die bis 1945 evangelische Kirche Zorndorf gehörte bis 1945 zur Superintendentur Küstrin.
Pfarrer an der Kirche war unter anderem C. G. Th. Kalisch 1823–1859, ein früher Schüler Schleiermachers, Fichtes und Boeckhs in Berlin
Die nach 1945 im Dorf zugewanderten polnischen Migranten gehören größtenteils der polnischen katholischen Kirche an.